# Дејтон (Ајова)
Дејтон (енгл. Dayton) град је у америчкој савезној држави Ајова. По попису становништва из 2010. у њему је живело 837 становника.

## Демографија
Према попису становништва из 2010. у граду је живело 837 становника, што је 47 (5.3%) становника мање него 2000. године.
| Група             | 2000.       | 2010.       |
| Белци             | 870 (98,4%) | 822 (98,2%) |
| Афроамериканци    | 1 (0,1%)    | 5 (0,6%)    |
| Азијати           | 2 (0,2%)    | 0 (0,0%)    |
| Хиспаноамериканци | 3 (0,3%)    | 5 (0,6%)    |
| Укупно            | 884         | 837         |